# Hòa Bình, Vĩnh Long
Hòa Bình là một xã thuộc tỉnh Vĩnh Long, Việt Nam.

## Địa lý
Xã Hòa Bình nằm ở phía đông huyện Trà Ôn, có vị trí địa lý:
- Phía đông giáp xã Hiếu Phụng và Hiếu Thành.
- Phía tây giáp xã Trà Côn và xã Tam Bình.
- Phía nam giáp xã Vĩnh Xuân.
- Phía bắc giáp xã Hòa Hiệp và Trung Hiệp.

Xã Hòa Bình có diện tích 65,61 km², dân số năm 2025 là 39.787 người, mật độ dân số đạt 606 người/km².

## Hành chính
Xã Hòa Bình được chia thành 7 ấp: Hiệp Hòa, Hiệp Lợi, Hiệp Thạnh, Hiệp Thuận, Kinh Mới, Ngãi Hòa, Tân Thuận.

## Lịch sử
Ngày 6 tháng 12 năm 2019, Hội đồng Nhân dân tỉnh Vĩnh Long ban hành Nghị quyết 228/NQ-HĐND về việc:
- Sáp nhập toàn bộ ấp Tường Thạnh vào ấp Hiệp Thạnh
- Sáp nhập một phần ấp Tân Hòa vào ấp Hiệp Hòa
- Sáp nhập một phần ấp Tân Hòa vào ấp Hiệp Thuận
- Sáp nhập toàn bộ ấp Tân Thạnh vào ấp Tân Thuận.

Ngày 16 tháng 6 năm 2025, Ủy ban Thường vụ Quốc hội ban hành Nghị quyết số 1687/NQ-UBTVQH15 về việc sắp xếp các đơn vị hành chính cấp xã của tỉnh Vĩnh Long năm 2025. Theo đó, sắp xếp toàn bộ diện tích tự nhiên, quy mô dân số của các xã Xuân Hiệp, Hòa Bình và Thới Hòa thành xã mới có tên gọi là xã Hòa Bình.
Sau khi sáp nhập, xã Hòa Bình có 65,61 km² diện tích tự nhiên và dân số 39.787 người.